# Albanosphäre

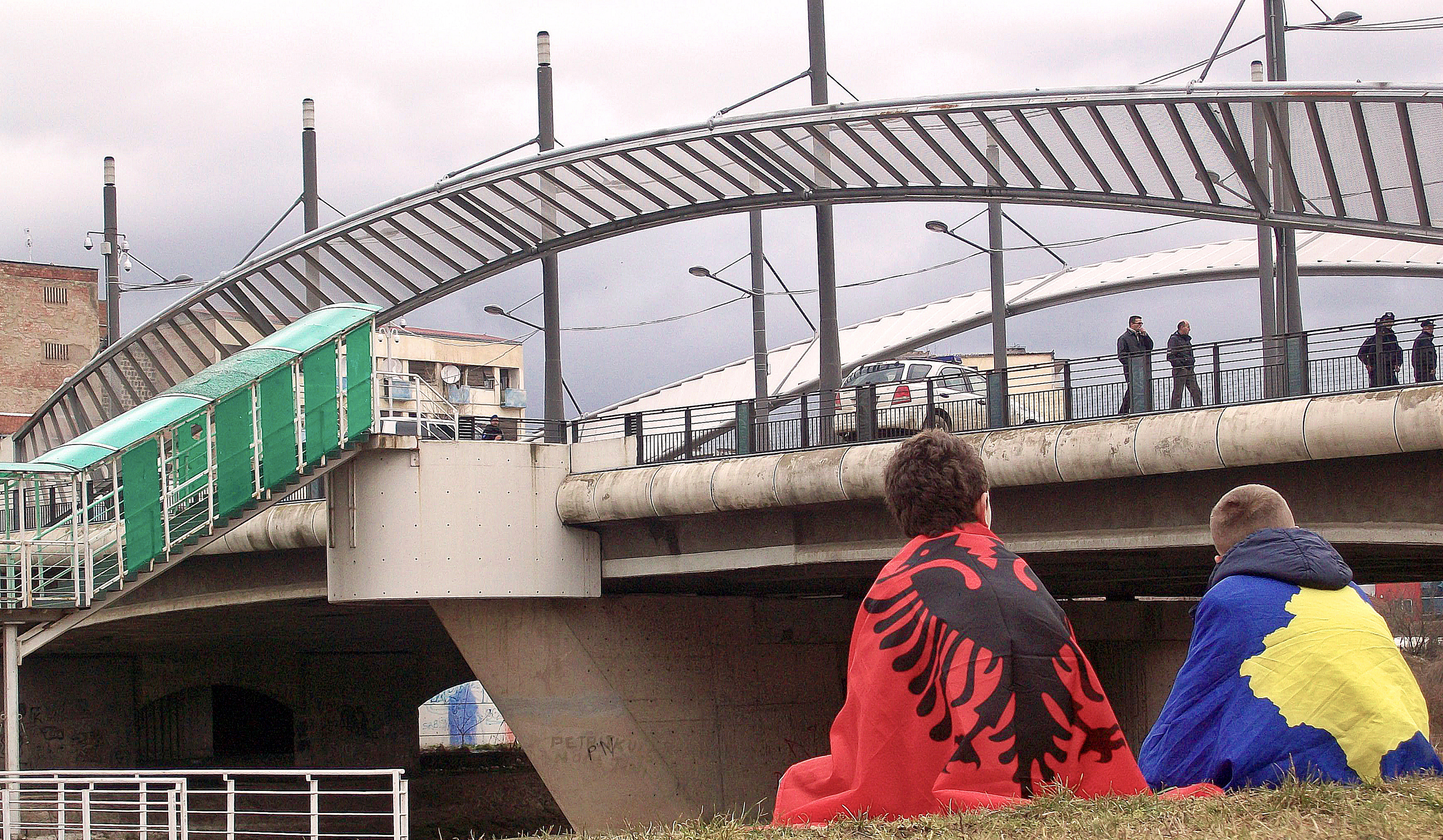
Die Fahne Albaniens ist wie hier im Kosovo ein universelles Symbol aller Albaner.

Die Albanosphäre (albanisch Albanosfera) ist eine Bezeichnung für den panalbanischen Kommunikations- oder Kulturraum, den gemeinsamen wirtschaftlichen, kulturellen, medialen und politischen Austausch zwischen den Albanern unabhängig von ihrem Wohnsitzstaat. Von einigen Autoren werden nebst den Albanern in ihrem angestammten Siedlungsraum (Albanien, Kosovo, Nordmazedonien, Südserbien, Montenegro) auch einige oder alle Albaner der Diaspora (insbesondere West- und Mitteleuropa, Italien, Griechenland und die USA) dazugezählt.

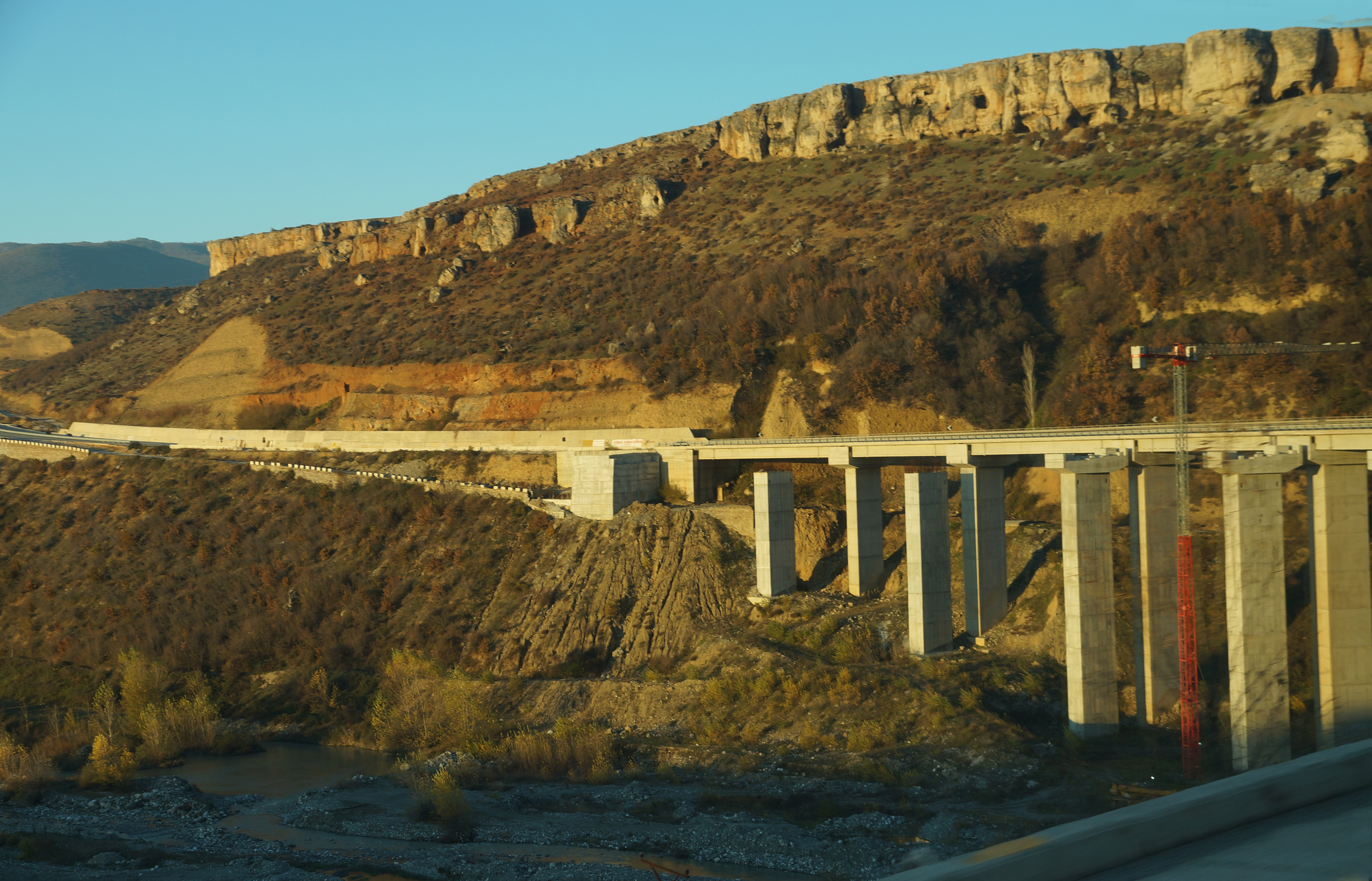
Die Autobahn von Albanien nach Kosovo, die Straße der Nation, ermöglichte wesentlich das Zusammenfinden der Albaner in beiden Ländern und gilt als Symbol der Albanosphäre.

Früher war der Austausch zwischen den Albanern in den einzelnen Ländern sehr bescheiden. Es fehlten nicht nur Verkehrswege, sondern die Einreise nach, die Ausreise aus und das Reisen im kommunistischen Albanien waren kaum möglich wie auch die Kommunikation mit Albanien. Seit 1991 hat sich die albanische Gemeinschaft aber immer stärker über Grenzen verbunden. Zwischenzeitlich sind insbesondere die Straßen von und nach Albanien besser (vgl. „Straße der Nation“), so dass die Zentren des albanischen Siedlungsraums nur noch wenige Stunden Fahrzeit auseinander liegen und der Personen- und Güterverkehr rasch erfolgen kann. Zudem werden die albanischen Medien (elektronische Medien, Fernsehen) auch außerhalb Albaniens genutzt, und es entstand eine Vielzahl an Medien, die sich an Albaner in der ganzen Welt richten. Dies führte mitunter zu gesellschaftlichen und politischen Ansichten, die von einer Mehrheit der Albaner unabhängig von ihrem Wohnsitz mitgetragen werden.

„Die Medienrevolution des Internets hat die räumlich verstreute Sprach- zu einer panalbanisch geprägten Kommunikationsgemeinschaft zusammengefügt.“

Alle Albaner identifizieren sich mit der Flagge Albaniens, die überall zu sehen ist, wo Albaner leben. Auch der Sport – zahlreiche Kosovo-Albaner treten in albanischen Nationalmannschaften an – trägt dazu bei, eine allalbanische Identität zu schaffen. Ähnliches gilt auch für Gesangswettbewerbe wie den Eurovision Song Contest, bei dem Kosovarinnen Albanien vertraten. Tirana wurde zur „kulturellen Hauptstadt“ aller Albaner. Der Austausch in der Albanospähre prägt auch gemeinsame Werte, wie zum Beispiel Rollenbilder.
Die Albanosphäre bewegt sich parallel zum aufkommenden gesamtalbanischen Nationalismus. Im Gegensatz zur politischen Forderung nach einem Großalbanien besteht die Albanosphäre bereits real über Grenzen hinweg. Sie schließt aber auch politische bi- und multinationale Zusammenarbeit über die Grenzen auf verschiedenen Stufen ein. Gerade die Regierungen Albaniens und Kosovos intensivieren ihre Beziehungen immer stärker, halten gemeinsame Ministertreffen ab und geben zum Beispiel gemeinsam Schulbücher für emigrierte Albaner heraus. Zudem erklärt sich Tirana immer wieder als Fürsprecher aller Albaner, der sich für die Anerkennung Kosovos starkmacht oder auch die albanischen Parteien Mazedoniens zu einer Einigung drängt.
Wie bei der Jugosphäre ist es aber nicht die Politik, sondern die Gesellschaft, die die Entwicklung vorantreibt. Trotz allem wird die vertiefte Zusammenarbeit zwischen Albanern von den Nachbarn immer wieder mit großer Skepsis betrachtet.
Der Begriff Jugosphäre wird Tim Judah zugeschrieben. Obwohl damals vor allem Idee der Jugosphäre größere mediale Wahrnehmung erlangte, hatte Tim Judah bereits in seinem ersten Artikel auch die Albanosphäre thematisiert. Er hielt fest, dass die Albaner aus den jugoslawischen Nachfolgestaaten sich zum Teil in mehreren „Sphären“ bewegen würden, mitunter in der Jugosphäre und in der Albanosphäre. Die Albanosphäre ist somit keine abgeleitete Analogie der Jugosphäre, wie mancherorts behauptet wird.